# Protostrator
Le Prōtostratōr (en grec : πρωτοστράτωρ) est le titulaire d'un office de la cour impériale byzantine. Il est d'abord le maître des étables impériales avant de devenir dans les dernières siècles de l'empire l'une des plus hautes fonctions militaires. La forme féminine du titre donné aux veuves des protostrators est prōtostratorissa (en grec : πρωτοστρατόρισσα).

## Histoire et fonction
Le titre signifie « premier strator », reflétant la nature initiale de la fonction comme chef de la taxis impériale des stratores (« palefreniers »), qui forme une scholae dirigée par le Comte de l'Étable. Bien que l'existence des stratores est attestée depuis l'Antiquité, la première mention directe de l'office de protostrator date de 765. Au cours de la période méso-byzantine (du VIIIe siècle au milieu du XIe siècle), sa place dans la hiérarchie n'est pas élevée mais la proximité de son détenteur avec l'empereur facilite une montée rapide dans la hiérarchie. On peut prendre comme exemple les futurs empereurs Michel II et Basile Ier. Le protostrator tient une place importante dans les cérémonies impériales, chevauchant aux côtés de l'empereur byzantin lors des processions et faisant entrer les ambassadeurs étrangers lors des audiences impériales. Lors des IXe et XIe siècles, ses subordonnés incluent les [basilikoi] stratōres, les armophylakes (gardiens des armements ou peut-être des chars) et trois stablokomētes (comtes de l'étable),. Au Xe siècle, le protostrator fait partie des soixante premiers offices les plus importantes et le Notice de Philothée le classe au 47e rang.
À la fin de l'ère Comnène, le poste voit son importance grimper fortement. Dans l'armée des Comnènes, le détenteur du poste est le second personnage le plus important de l'armée après le grand domestique et est l'équivalent du maréchal occidental selon Nicétas Choniatès. Sous Manuel Ier Comnène, le protostrator Alexis est l'un des personnages majeurs du règne, il est marié à une fille du frère de l'empereur, participe à de nombreuses campagnes et à la mort de Manuel, il devient l'amant de la régente Marie d'Antioche. Le poste de protostrator continue d'exister sous les Paléologues jusqu'à la chute de Constantinople en 1453. Il reste l'une des dignités les plus importantes de l'empire, classé à la huitième place, bien qu'à partir de la fin du XIIIe siècle, de multiples personnes peuvent le détenir. Sur le plan cérémoniel, il continue d'être un proche de l'empereur, l'assistant quand il monte à cheval et tenant la bride de sa monture quand il se déplace dans le palais. De plus en plus couramment, le protostrator se retrouve à la tête d'une armée, à l'image d'Alexis Philanthropénos. Il semble que le dernier grand personnage à s'être vu conférer ce titre est le Génois Giovanni Giustiniani qui vient en aide à Constantinople lorsqu'elle est assiégée en 1453.
Le titre de protostrator est aussi attesté dans le royaume de Géorgie médiéval où il est détenu par le duc (erivasti) de Svanétie, Iovane Vardanisdze, sous le roi David IV de Géorgie.

## Titulaires connus
| Nom                          | Période                           | Nommé par                                       | Notes | Références |
| ---------------------------- | --------------------------------- | ----------------------------------------------- | --- | ---------- |
| Rouphos                      | ca. 712                           | Philippicos Bardanès                            | Mentionné comme protostrator de l'Opsikion par Théophane le Confesseur, il mène ses troupes lors d'une révolte conduisant à la déposition et à l'aveuglement de Philippicos, remplacé sur le trône par Anastase III. | ,          |
| Constantin                   | ca. 766                           |                                                 | Fils du patrice arménien Bardanès, il est mentionné comme spathaire et protostrator impérial par Théophane le Confesseur. Il est l'un des conspirateurs exécutés pour avoir comploté contre Constantin V le 15 août 766. | ,          |
| Bardanès Tourkos             | avant 803                         | inconnu                                         | Attesté comme stratège des Anatoliques et protostrator dans les Actes des Saints David, Siméon et Georges. Il conduit une rébellion infructueuse contre l'empereur Nicéphore II en 803 et est tué peu après. | [ 15 ]     |
| Léon l'Arménien              | ca. 803                           | Bardanès Tourkos                                | Le futur empereur Léon V l'Arménien sert comme protostrator auprès du général Bardanès Tourkos jusqu'à l'échec de sa rébellion. | ,          |
| Manuel l'Arménien            | ca. 811–813                       | Michel Ier Rhangabé                             | Il est nommé par Michel Ier comme protostrator impérial avant de devenir stratège des Arméniaques puis Domestique des Scholes sous l'empereur Théophile. | [ 12 ]     |
| Michel l'Amorien             | ca. 811–813                       | Léon l'Arménien                                 | Au cours du règne de Michel Ier, Léon l'Arménien nomme son ancien compagnon d'armes Michel l'Amorien comme son propre protostrator. Quand Léon devient empereur en 813, Michel progresse dans la hiérarchie et finit par devenir empereur quand ses partisans tuent Léon en 820. | ,          |
| Anonyme                      | ca. 858                           | Michel III                                      | Ce basilikos protostrator non identifié a planifié l'assassinat du régent Bardas, à l'instigation de l'impératrice douairière Théodora, qui vient d'être déposée. Toutefois, il est découvert et lui et ses associés sont exécutés dans l'hippodrome de Constantinople. Basile le Macédonien lui succède. | [ 19 ]     |
| Basile le Macédonien         | Dans les années 850               | Theophilitzès, Michel III                       | Le futur empereur Basile Ier, d'origine modeste, devient protostrator auprès du riche magnat Théophilitzès, avant d'entrer au service de l'Empire comme strator. Il gagne les faveurs de l'empereur Michel III et devient rapidement protostrator après l'exécution de son prédécesseur. Il progresse ensuite de plus en plus haut dans la hiérarchie, finissant par devenir coempereur en 866. L'année suivante, il assassine Michel et devient seul empereur, fondant la dynastie macédonienne. | ,          |
| Eustathe Argyre              | ca. 866                           | Bardas                                          | Un personnage du nom d'Eustathe Argyre est identifié comme protostrator et partisan du césar Bardas au moment de l'assassinat de celui-ci en 866. Il s'agit probablement du général du même nom qui s'est distingué lors du règne de Léon VI le Sage au début du Xe siècle. | [ 21 ]     |
| Nicéphore Phocas l'Aîné      | Dans les années 870/880           | Basile Ier le Macédonien                        | Il entre au service de la cour de l'empereur dans sa jeunesse et atteint rapidement le poste de protostrator. Il devient un général renommé et sa carrière culmine quand il est élevé au rang de domestique des Scholes dans les années 890. Il permet à la famille des Phocas de devenir l'une des principales lignées de l'Empire. | [ 22 ]     |
| Baïanos                      | ca. 880                           | Léon Apostyppès                                 | Prōtostratōr d'Apostyppès. Après la disgrâce de ce dernier, il en révèle les crimes dans une lettre à l'empereur Basile Ier avant d'être tué par Apostyppès en représailles. | [ 23 ]     |
| Léon Sarakénopoulos          | ca. 980                           | Basile II                                       | Général actif sur la frontière danubienne après 971, sa carrière est principalement connue grâce à ses sceaux. À la fin de sa carrière, il a détenu le rang de patrice et les postes de protostrator et de comte de l'Étable. | [ 24 ]     |
| Romain Sklèros               | ca. 1042–54                       | Constantin IX                                   | Général renommé et frère de l'influente maîtresse de l'empereur, il est nommé magistros et protostrator vers 1042, ainsi que gouverneur (doux) d'Antioche. Il reste protostrator jusqu'en 1054, quand il est promu proèdre. | [ 25 ]     |
| Constantin Doukas            | ca. 1071                          | Michel VII Doukas                               | Fils de l'influent césar Jean Doukas et cousin de l'empereur Michel VII. | [ 26 ]     |
| Michel Doukas                | 1081 – ?                          | Alexis Ier Comnène                              | Petit-fils du césar Jean Doukas et frère de l'impératrice Irène Doukas, femme d'Alexis Ier. Il se distingue comme général, accompagnant souvent l'empereur en campagne. | [ 26 ]     |
| Alexis Axouch                | avant 1157 – ca. 1170             | Manuel Ier Comnène                              | Fils du grand domestique Jean Axouch, il se marie à Marie Comnène, une fille d'Alexis Comnène, le frère aîné de Manuel Ier. C'est un général compétent qui combat lors des guerres de Manuel dans le Sud de l'Italie, en Cilicie et en Hongrie, avant de se montrer insultant envers l'empereur et d'être banni dans un monastère. |            |
| Alexis Comnène               | ca. 1170                          | Manuel Ier Comnène                              | Attesté comme protostrator dans un synode en 1170, il devient par la suite protovestiarite. Il est aussi l'amant et, de facto, le co-régent de l'impératrice douairière Marie d'Antioche en 1180-1182. | [ 26 ]     |
| Manuel Kamytzès              | ca. 1185 – 1201                   | Isaac II Ange, Alexis III Ange                  | Cousin d'Isaac II et d'Alexis III, il dirige l'armée contre le général rebelle Alexis Branas, lors du passage de l'armée croisée de Frédéric Barberousse. En outre, il s'oppose aussi à la rébellion bulgare. Plus tard, il est capturé par le rebelle Ivanko avant de se soulever contre Alexis III quand celui-ci a refusé de payer sa rançon et a emprisonné sa famille. Finalement, il est vaincu par son beau-frère, Dobromir Chrysos.                                                       | [ 27 ]     |
| Théodore Doukas              | ca. 1180/1200                     | Isaac II Ange ou Alexis III Ange                | Protostrator et sébaste, il est uniquement connu au travers d'un sceau. | [ 27 ]     |
| Jean Isès                    | ca. 1221–1236                     | Théodore Ier Lascaris, Jean III Doukas Vatatzès | Attesté comme protostrator dans des documents allant de 1221 à 1236, il occupe brièvement Adrianople en 1224, qu’il a pris aux dépens de l'Empire latin de Constantinople. Toutefois, il est rapidement contraint de céder la ville à Théodore Comnène Doukas. | ,          |
| Jean Ange                    | 1255–1258                         | Théodore II Lascaris                            | Il fait partie des proches de Théodore II et il est promu protostrator en 1255. Il meurt peu après le décès de l'empereur, probablement en se suicidant quand les partisans de Michel VIII Paléologue prennent le pouvoir. | ,          |
| Alexis Doukas Philanthropène | 1259–1273/4                       | Michel VIII Paléologue                          | Elevé au rang de protostrator peu après le couronnement de Michel VIII comme empereur, il dirige la marine byzantine en campagnes dans les années 11260 et 1270, à la place du vieillissant mégaduc Michel Lascaris. Il succède à ce dernier après sa mort et la victoire byzantine à la bataille de Démétrias, avant de mourir peu après. | ,          |
| Andronic Doukas Aprènos      | ca. 1266                          | Michel VIII Paléologue                          | Il est uniquement connu comme beau-père du Grand Domestique Nicéphore Tarchaniotès. | [ 34 ]     |
| Théodore Tzimiskès           | ca. 1268/1290                     | Nicéphore Ier Comnène Doukas                    | Protostrator du despotat d'Épire, ktetor de l'église de Panagia Bellas où une peinture le représente avec sa femme, son frère Jean et son épouse. | [ 35 ]     |
| Andronic Paléologue          | 1277–1279/80                      | Michel VIII Paléologue                          | Cousin ou neveu de Michel VIII, il en est un partisan lors de son accession au pouvoir. Il est élevé au rang de protostrator, peut-être comme successeur d'Alexis Philanthropène. Il refuse de reconnaître l'union de l'Église orthodoxe avec la papauté pourtant promue par Michel VIII et est emprisonné, mourant en détention en 1279/1280. | ,          |
| Tzasimpaxis                  | ca. 1279/80                       | Michel VIII Paléologue                          | His name derives from the Turkish title chavush-bashi. He originally fought for the Byzantine candidate for the Bulgarian throne, Ivan Asen III, and was named prōtostratōr by Michael VIII. Later joined Ivaylo. | ,          |
| Michel Strategopoulos        | ca. 1280, 1283–93                 | Michel VIII Paléologue, Andronic II Paléologue  | Il est déposé en 1280 pour avoir consulté des ouvrages prophétiques à propos du sort de Michel VIII mais il est réintégré par Andronic II avant d'être congédié à nouveau et emprisonné en 1293 pour des accusations de conspiration. | ,          |
| Michel Glabas Tarchaniotès   | entre 1297 et 1302/3 – après 1304 | Andronic II Paléologue                          | Général compétent, il combat avec succès les Serbes, les Bulgares et les Angevins. Il est nommé protostrator entre 1297 et 1304 avant de se retirer dans un monastère où il décède entre 1305 et 1308. | ,          |
| Michel Zorianos              | ca. 1300                          | Thomas Ier Comnène Doukas                       | Prōtostratōr et epi tēs trapezēs du Despotat d'Épire. | ,          |
| Jean Philès                  | ca. 1315                          | Andronic II Paléologue                          | Neveu et ami d'Andronic II, il parvient, sans expérience militaire, à vaincre un raid turc en Thrace et l'empereur le récompense en lui conférant le titre de protostrator. | ,          |
| Théodore Synadénos           | 1321/29–1343                      | Andronic III Paléologue                         | C'est un ami et un fidèle partisan d'Andronic III lors de la guerre civile byzantine (1321-1328) contre Andronic II. Il est promu protostrator en 1329 ou peut-être dès 1321. Il détient plusieurs postes de gouverneur sous Andronic III. Au début de la guerre civile byzantine (1341-1347), il soutient Jean VI Cantacuzène avant d'être contraint de se soumettre à la régence. Il meurt vers 1345/1346.1345/6.                                                                               | ,          |
| Andronic Paléologue          | 1342–1344                         | Jean VI Cantacuzène                             | Il est nommé protostrator et gouverneur des Rhodopes par Jean VI avant de se tourner vers la régence. Il se noie en juillet 1344 dans l'Hébros. | ,          |
| André Phakiolatos            | 1347–1354                         | Jean VI Cantacuzène                             | D'origine génoise, il combat pour la régence lors de la guerre civile mais en février 1347, il permet à Jean Cantacuzène de rentrer dans Constantinople. Il est récompensé du titre de protostrator et dirige les tentatives de reconstruction d'une marine byzantine lors de la guerre avec Gênes en 1348-1349, sans succès. | ,          |
| Georges Phakrasès            | ca. 1346 – après 1351             | Jean VI Cantacuzène                             | Partisan de Cantacuzène, il est élevé au rang de protostrator en 1346, quand il vainc Dobrotitsa. Il prend aussi part à l'assaut infructueux contre Galata en 1351. | ,          |
| Constantin Tarchaniotès      | ca. 1351                          | Jean VI Cantacuzène                             | Comme protostrator, il conduit la flotte byzantine dans un assaut sans résultat contre Galata en 1351. L'année suivante, il rejoint probablement Jean V Paléologue. | ,          |
| Manassès Tarchaniotès        | ca. 1364                          | Jean V Paléologue                               | Il n'est mentionné que dans un chrysobulle en août 1364 comme propriétaire du monastère du Christ Sauveur à Thessalonique. | ,          |
| Michel Astras Synadénos      | ca. 1378                          | Jean V Paléologue                               | Il n'est mentionné que dans un prostagma impérial concernant une dispute entre le monastère de Hilandar et le monastère de Zographou. | [ 53 ]     |
| Jean Paléologue              | ca. 1375/6–77                     | Jean V Paléologue                               | Fils du Grand Domestique Démétrios Paléologue, il est mentionné dans une des lettres de Démétrios Kydones en raison d'un problème financier. | [ 55 ]     |
| Chrysos                      | ca. 1376–79                       | Andronic IV Paléologue                          | Mentionné uniquement dans un chrysobulle pour s'être emparé illégalement de la propriété du monastère de Vatopedi à Thessalonique. | ,          |
| Manuel Phrangopoulos         | ca. 1394 – après 1407             | Manuel II Paléologue (?)                        | Actif dans le despotat de Morée, il signe un traité avec VEnise en 1394. Selon Karl Hopf, qui ne cite pas de sources, il fait figure de régent pour le jeune Théodore II Paléologue en 1407. En se fondant sur un document vénitien de 1429, il a été promu au rang de mégaduc. | ,          |
| Sarakénopoulos               | ca. 1395                          | Manuel II Paléologue (?)                        | Il est mentionné comme chef de la révolte de la forteresse de Greveno en 1395, dirigée contre Théodore Ier Paléologue | ,          |
| Cantacuzène                  | ca. 1395 (?)                      |                                                 | Il n'est connu que comme le père de Théodora Cantacuzène qui épouse Alexis IV de Trébizonde. | [ 59 ]     |
| Joseph Vyzas                 | ca. 1402                          |                                                 | Stratoros du royaume de Chypre lorsqu'il meurt à Nicosie en 1402. | [ 60 ]     |
| Étienne Bouisavos            | 1411–1430                         | Carlo Ier Tocco                                 | D'origine albanienne, il est le chef du clan des Malakasioi, soumis par Carlo Tocco en 1411. Il est nommé protostrato de Ioannina. | [ 61 ]     |
| Andronikopoulos              | inconnu, il meurt avant 1432      |                                                 | Mentionné dans un seul document, il est protostrator au sein de l'empire de Trébizonde. | [ 62 ]     |
| Manuel Cantacuzène           | 1420–1429                         | Manuel II Paléologue                            | Manuel II l'envoie comme ambassadeur auprès de Mehmed Ier en 1420 et il occupe toujours ce poste en 1429. | ,          |
| Nicéphore Mélissène          |                                   |                                                 | Il est attesté comme megas protostrator, ce qui signifierait « grand protostrator ». Toutefois, il s'agit d'une erreur car ce titre n'existe pas. Cette fausse information provient de Macaire Mélissène, un faussaire, qui cherche à accroître le prestige de sa famille en conférant à l'un de ses ancêtres un titre de haut rang. En réalité, Nicéphore est un magnat de Messenie et devient métropolite d'Adrianople avant de périr en 1429.                                                  | [ 64 ]     |
| Marc Paléologue Iagaris      | ca. 1430                          | Jean VIII Paléologue                            | Fonctionnaire de haut rang, il est fréquemment envoyé comme émissaire diplomatique. Il est brièvement protostrator vers 1430 avant d'être promu comme megas stratopedarches. | ,          |
| Nicolas Phrangopoulos        | ca. 1430                          | Jean VIII Paléologue                            | Mentionné comme émissaire de Jean VIII auprès de Mourad III au cours du siège de Thessalonique. Par la suite, il se range aux côtés de Thomas Paléologue contre Démétrios Paléologue lors de leur opposition pour le contrôle de la Morée. | [ 66 ]     |
| Jean Phrangopoulos           | ca. 1428                          | Jean VIII Paléologue                            | Prōtostratōr, katholikos mesazōn, et generalis de Constantin XI Paléologue lorsque celui-ci est despote de Morée, il fonde le monastère de Pantanassa à Mistra. | ,          |
| Cantacuzène                  | ca. 1430s/1440s–1453              |                                                 | Fils du mésazon Démétrius Paléologue Cantacuzène, il est exécuté par Mehmet II après la chute de Constantinople. | ,          |
| Léon Phrangopoulos           | ca. 1443                          | Jean VIII Paléologue                            | Il se rend à Constantinople en 1443. C'est un neveu de Nicéphore Mélissène précédemment mentionné. | [ 66 ]     |
| Paléologue                   | 1453                              | Constantin XI Paléologue                        | Il est tué avec ses deux fils lors de la chute de Constantinople. Il pourrait s'agir de Théophile Paléologue. | ,          |
| Giovanni Giustiniani Longo   | 1453                              | Constantin XI Paléologue                        | Il est le chef des troupes génoises venues au secours des Byzantins lors de la chute de Constantinople. Grièvement blessé au cours de l'assaut final, il est évacué de la ville alors que la défense s'effondre et décède sur le chemin de Chios. | ,          |